# True Confession
True Confession é um filme estadunidense de 1937, do gênero comédia, dirigido por Wesley Ruggles.

## Elenco
- Carole Lombard ...  Helen Bartlett
- Fred MacMurray ...  Kenneth Bartlett
- John Barrymore ...  Charles "Charley" Jasper
- Una Merkel ...  Daisy McClure
- Porter Hall ...  Mr. Hartman, Prosecutor